# Греки-кіпріоти

Греки-кіпріоти (грец. Έλληνες Κύπριοι) — грецьке етнічне населення Кіпру, що становить близько 80 % всього населення країни (648 455 осіб). Більшість з них православні християни, паства Кіпрської православної церкви. Згідно з Конституцією 1960, до греків-кіпріотів також відносять маронітів, маронітів та католиків, яким була надана можливість приєднання до однієї з двох складових громад (грецької або турецької).

## Історія
Греки-кіпріоти є нащадками ахейців і мікенців, які оселилися на острові в другій половині II тисячоліття до н. е. Згодом кількість вихідців з Греції на острові сильно зросла і Кіпр став вже нерозривною частиною елліністичного світу.
Після падіння Римської імперії в 395 грецьке населення острова багато століть перебувало під юрисдикцією Візантійської імперії. Важливою подією в цей період стало присвоєння Кіпрській православній церкві статусу автокефальної (431 рік).
Певних труднощів грецьке населення зазнало після приходу на острів перших турків. У кінці XII століття греки потрапили під важкий гніт Лузіньянів, а потім венеційців, які дуже нетерпимо ставилися до православної церкви й обклали її прихожан важкими податками. Значно полегшило життя грекам завоювання Кіпру Османською імперією в 1571. Але, не дивлячись на плюси, османська окупація острова, що тривала до 1878, була досить жорсткою та багато в чому змінила місцеву культуру.
У роки британського правління (1878-1960) на острові з'явилася ефективна колоніальна адміністрація, яка розділила уряд і освіту за етнічною ознакою. У результаті релігійної та культурної освіти помітно ослабли традиційні зв'язки між двома громадами країни.
Після отримання Кіпром незалежності в 1960 і приходу до влади архієпископа Макарія III, Енозіс став ключовим питанням для греків-кіпріотів протягом наступних десятиліть. У підсумку це призвело до збройного вторгнення Туреччини на острів в 1974 і окупації північного Кіпру. В результаті цих дій Кіпр виявився розколотий на дві частини — грецьку та турецьку, і тому багатьом грекам довелося покинути свої будинки в Північному Кіпрі і перебратися або на південь острова, або в інші країни Європи. Незважаючи на це, поділений Кіпр в 2004 вступив в Євросоюз, який вважає його цілісною країною.
Греки-кіпріоти розмовляють греко-кіпріотським діалектом, який має невеликі відмінності в фонології від новогрецької мови.